# Municipio de East Earl
El municipio de East Earl (en inglés: East Earl Township) es un municipio ubicado en el condado de Lancaster en el estado estadounidense de Pensilvania. En el año 2000 tenía una población de 5.723 habitantes y una densidad poblacional de 89.8 personas por km².

## Geografía
El municipio de East Earl se encuentra ubicado en las coordenadas 40°07′00″N 76°00′59″O / 40.11667, -76.01639.

## Demografía
Según la Oficina del Censo en 2000 los ingresos medios por hogar en la localidad eran de $48,118 y los ingresos medios por familia eran de $51,450. Los hombres tenían unos ingresos medios de $36,438 frente a los $20,923 para las mujeres. La renta per cápita de la localidad era de $17,127. Alrededor del 5,2% de la población estaba por debajo del umbral de pobreza.